# Alexandr Vachovjak
Alexandr Alexandrovič Vachovjak (* 25. prosince 1987 Smarhoň) je běloruský zápasník–sambista a judista.

## Sportovní kariéra
Se sambem/judem začínal v útlém dětství v rodné Smarhoni pod vedením svého otce Alexandra. Ve 14 letech si ho jako talentovaného sportovce stáhl do Grodna na školu olympijských rezerv trenér Vladimír Žukovskij. Pod vedeném Žukovského se připravoval až do jeho smrti v roce 2013. Následně se přesunul do Minsku do tréninkového střediska Dynama v Stajkách. V běloruské mužské reprezentaci sambistů i judistů byl dlouho ve stínu Jurije Rybaka a Igora Makarova. Po úspěšném roce 2013 se zranil po návratu se dlouho nemohl dostat do původní formy. V roce 2016 se na olympijské hry v Riu nekvalifikoval.
Na podzim 2020 byl propuštěn jako státní zaměstnanec bezpečnostních služeb za podporu protestů proti výsledkům prezidentských voleb.

### Vítězství na turnajích v judu
- 2013 – 1× světový pohár (Almaty)
- 2016 – 1× světový pohár (Tallinn)

## Výsledky

### Judo
| Olympijské hry     |     |    |   | — |   |   |     | — |     |   |   | —   |     |     |     |   | —   |  |  |  |  |  |  |  |  |
| Mistrovství světa  | —   |    | — |   | — | — | —   |   | úč. | — | — |     | úč. | —   | úč. |   | —   |  |  |  |  |  |  |  |  |
| Evropské hry       |     |    |   |   |   |   |     |   |     |   | — |     |     |     | úč. |   |     |  |  |  |  |  |  |  |  |
| Mistrovství Evropy | —   | —  | — | — | — | — | úč. | — | úč. | — | — | úč. | —   | úč. | úč. | — | úč. |  |  |  |  |  |  |  |  |
| ME do 23 let       | —   | —  | — | — | — |   |     |   |     |   |   |     |     |     |     |   |     |  |  |  |  |  |  |  |  |
| MS juniorů         |     | 7. |   |   |   |   |     |   |     |   |   |     |     |     |     |   |     |  |  |  |  |  |  |  |  |
| ME juniorů         | úč. | 3. |   |   |   |   |     |   |     |   |   |     |     |     |     |   |     |  |  |  |  |  |  |  |  |

### Sambo
| Turnaj             | 2008 | 2009 | 2010 | 2011 | 2012 | 2013 |
| Turnaj             | 21   | 22   | 23   | 24   | 25   | 26   |
| Turnaj             | +100 | +100 | +100 | +100 | +100 | +100 |
| ------------------ | ---- | ---- | ---- | ---- | ---- | ---- |
| Mistrovství světa  | —    | —    | —    | —    | —    | 2.   |
| Mistrovství Evropy | 2.   | —    | —    | 2.   | 2.   | —    |